# Gläns över sjö & strand
Gläns över sjö & strand var en svensk rockgrupp inom den svenska musikrörelsen hemmahörande i Gagnef.
Gläns över sjö & strand, som var aktivt 1970–1972, hade politiska texter som avhandlade kapitalism och klassklyftor och landsbygdens avfolkning på första albumet för att på det andra albumet också ta upp Vietnamkriget och tredje världen. Genremässigt rör sig musiken inom pop och rock med inslag av psykedelisk musik och folkmusik. Debutskivans mest spelade låt, "Är du lönsam lille vän"(1970) har tillsammans med Peter Tillbergs målning "Blir du lönsam lille vän?"(1972) fört in uttrycket i svenska språket.

## Medlemmar
- Tord Bengtsson - sång, violin, keyboard, gitarr, dragspel
- Louise Mosskin - sång, flöjt
- Peter Mosskin - sång, gitarr, munspel
- Börje Olevald - bas
- Hans Wiktorsson - slagverk
- Kjell Åkerman - gitarr
- Lars Åkerman - bas

## Diskografi
Studioalbum
- 1970 – Är du lönsam lille vän (LP, MNW 13P)
- 1971 – Här schaktas utan pardon (LP, MNW 22P)

2021 Hjärtat slår i Nordanlanden (LP, CRG/GluggMusic/GÖS2020
Samlingsalbum
- 2002 – Är du lönsam lille vän & andra sånger (CD, MNWCD 13)